# Ewald Sauer
Ewald Sauer (* 6. Juli 1881 in Eisern, Kreis Siegen; † 20. September 1957 in Dillenburg) war ein deutscher Politiker (DNVP).

## Leben und Wirken
Nach dem Besuch der Volksschule in Eisern und der Fortbildungsschule in Siegen arbeitete Sauer von 1895 bis 1908 als Bergmann. Von 1901 bis 1902 gehörte er dem Militär an. Im Jahr 1908 wurde Sauer Bezirksleiter im Hauptamt des Gewerkvereins christlicher Bergarbeiter Deutschlands in Essen.
Bei Ausbruch des Ersten Weltkriegs wurde Sauer Geschäftsführer des Zentralverbandes der Landarbeiter. Ab 1915 nahm er aktiv am Krieg teil. Nach dem Ende des Krieges übernahm Sauer den Posten des Geschäftsführers des Verbandes evangelisch-nationaler Arbeitervereine Mitteldeutschlands in Eilenburg. 1919 wurde er erneut Bezirksleiter des Gewerkvereins christlicher Bergarbeiter Deutschlands. Hinzu kam die Tätigkeit als Vertrauensmann der Versicherten der Siegerländer Knappschaft in Siegen. In den Jahren 1921 bis 1925 gehörte er dem Kreisausschuss von Dillenburg an.
Nach dem Krieg wurde Sauer Mitglied der Deutschnationalen Volkspartei (DNVP). Im Oktober 1926 zog er im Nachrückverfahren für seinen verstorbenen Parteikollegen Felix Friedrich Graf von Merveldt in den im Dezember 1924 gewählten Reichstag der Weimarer Republik ein.